# 十二英里鎮區 (密蘇里州麥迪遜縣)
十二英里鎮區（英語：Twelvemile Township）是位於美國密蘇里州麥迪遜縣的一個行政鎮區。

## 地方資料
十二英里鎮區的面積為138.40平方千米，當中陸地面積為137.62平方千米，而水域面積為0.77平方千米。根據2020年美國人口普查的數據，當地共有人口265人，而人口密度為每平方千米1.91人。